# Блаф Сити (Арканзас)
Блаф Сити (енгл. Bluff City) град је у америчкој савезној држави Арканзас.

## Демографија
По попису из 2010. године број становника је 124, што је 34 (-21,5%) становника мање него 2000. године.
| Група             | 2000.       | 2010.      |
| Белци             | 43 (27,2%)  | 37 (29,8%) |
| Афроамериканци    | 113 (71,5%) | 85 (68,5%) |
| Азијати           | 0 (0,0%)    | 0 (0,0%)   |
| Хиспаноамериканци | 0 (0,0%)    | 0 (0,0%)   |
| Укупно            | 158         | 124        |